# Mesih Pascha

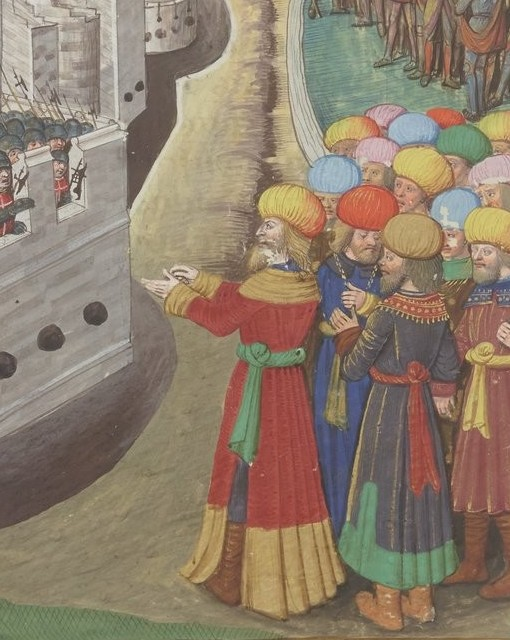
Mesih Pasha auf einer Miniatur, welche die Belagerung von Rhodos zeigt (1583)

Mesih Pascha, auch Misac Pascha, (* im 15. Jahrhundert; † November 1501 in Konstantinopel) war ein osmanischer Politiker byzantinisch-griechischer Herkunft und Neffe des letzten byzantinischen Kaisers Konstantin XI. Er war Kapudan Pascha (oberster Flottenkommandant) der osmanischen Marine und 1501 Großwesir des osmanischen Reiches.

## Leben
Nach der Ecthesis Chronica aus dem 16. Jahrhundert wurde Mesih im 15. Jahrhundert als Sohn des Gidos Palaiologos geboren. Der Vater war nach Berichten der Historia Turchesca Bruder des byzantinischen Kaisers Konstantin XI. aus der Dynastie der Palaiologen, die das späte Byzantinische Reich beherrschten.:62, Fußnote 190:1025 So wären Mesih oder einer seiner Brüder wohl Nachfolger von Konstantin XI. geworden, wenn dieser weiterhin kinderlos geblieben wäre und die Osmanen mit der Eroberung Konstantinopels gescheitert wären. Stattdessen wurde Mesih einer der mächtigsten Männer des Staates, der Byzanz vernichtet hatte.:115 Der byzantinisch-italienische Geschichtsschreiber Theodore Spandounes, der behauptete, Mesih sei der Bruder seiner Großmutter väterlicherseits, schrieb, dass Mesih bei der Eroberung Konstantinopels zehn Jahre alt war. Das hieße, dass er um 1443 geboren worden wäre. Er und zwei seiner Brüder wurden im Zuge der Knabenlese („Dewschirme“) verschleppt, mussten zum Islam konvertieren und wuchsen als Pagen am Hofe von Mehmed II. auf.:62, Fußnote 190:122
Mesih taucht erstmals 1470 in Quellen auf, als er Sandschak-Bey von Gallipoli war. Da im Sandschak auch der bedeutendste Militärhafen des Osmanischen Reiches lag, beinhaltete der Posten auch das Kommando eines Großteils der osmanischen Flotte. In dieser Eigenschaft war er auch für die osmanische Eroberung von Euboea (Herrschaft von Negroponte) im osmanisch-venezianischen Krieg (1463–1479) verantwortlich.:1025 Venezianische Archive dokumentieren jedoch, dass er kurz darauf angeboten hatte, Gallipoli und seine Flotte an Venedig zu übergeben, wenn man ihm 40.000 Gold-Dukaten und die Herrschaft über die Morea (Peloponnes) zusage, die lange Zeit als halbautonomes Despotat Morea unter der Verwaltung des byzantinischen Palaiologen-Kaisers stand.:1025
Mesih wurde 1476 oder 1477 zum Wesir der kaiserlichen Regierung im kaiserlichen Rat oder dem Diwan ernannt. Dokumente belegen 1478 seinen Rang als zweiter Wesir, doch die Historia Turchesca verzeichnet seine Ernennung zum vierten Wesir für 1480, als er das Kommando über die osmanische Armee und Marine während der Belagerung von Rhodos übernahm. Sein Scheitern kostete ihn den Titel des Wesirs, nur seinen Titel als Sandschak-Bey von Gallipoli und seinen Posten als Kapudan Pascha durfte er behalten.:1025 Der Historiker Müneccimbaşı Ahmed Dede zählte Mesih zu den Großwesiren Mehmeds II., dies könnte aber ein Missverständnis sein aufgrund des Ranges als Wesir.:62
Nach dem Tod von Sultan Mehmed II. konnten die führenden Dewschirme-Militärs Bayezid II. inthronisieren. Als führendes Mitglied dieses Zirkels konnte Mesih als Wesir in den Diwan zurückkehren.:1025 Dem führenden Militär und Großwesir Gedik Ahmed Pascha, der sich auf die Unterstützung der Janitscharen verlassen konnte, wurde allerdings nachgesagt, dass er Sympathien für Bayezids Halbbruder Cem hatte. Mesih hingegen versuchte, Bayezids Vertrauen zu gewinnen und stellte sich gegen die Ansprüche Cems. Im Sommer 1482 ließ Bayezid II. Gedik Ahmed Pascha im Palast internieren. Als Reaktion darauf drangen die aufgebrachten Janitscharen in den Palast ein und Mesih wurde gesandt, um mit ihnen zu verhandeln. Er schaffte es, sie zu beruhigen, indem er ihnen versprach, dass die älteren Mitglieder in den Rang eines Wesirs erhoben würden und die Dewschirme bzw. die Janitscharen zukünftig ein Mitspracherecht bei der Inthronisation eines Sultans haben würden. Mesih bewies damit seine Loyalität und sein diplomatisches Geschick und wurde so einer der führenden Köpfe der Dewschirme, die den Diwan bald dominierten.:1025 Um ein Gegengewicht zu schaffen, begann Bayezid II. bald damit, vertrauensvolle Chef-Eunuchen auf bedeutende Statthalterposten zu versetzen.:1025
Sein diplomatisches Geschick konnte Mesih erneut unter Beweis stellen, als Cem zum Johanniterorden auf Rhodos floh. In den darauffolgenden Verhandlungen nahm der Großwesir Gedik Ahmed eine unnachgiebige Haltung ein, aber Mesih gelang es, einen für beide Seiten akzeptablen Kompromiss zu finden.:1025 Gedik Ahmed wurde aufgrund seines Versagens am 18. November 1482 hingerichtet. Im Februar 1483 stieg Mesih zum zweiten Wesir im Diwan auf.:1025 Einige Quellen geben vor, dass Mesih Ishak Pascha als Großwesir im Herbst 1483 ablöste und bis 1485 im Amt war, die meisten Historiker vermuten aber, dass Koca Davud Pascha die Position zu dieser Zeit innehatte und Mesih sein Vertreter war, so wie zeitgenössische Dokumente es berichten.:1025
Aus unbekannten Gründen fiel Mesih im Januar 1485 beim Sultan in Ungnade und wurde als Wesir im Diwan entlassen und auf den Posten eines Subaşi von Filibe versetzt. Später wurde er in das Eyâlet Kefe auf der Halbinsel Krim versetzt, das als populärer Ort für in Ungnade gefallene Beamte und Militärs des Osmanischen Reiches galt. Eventuell lebte er hier bis 1489. Erwähnt wird er erst wieder im Jahr 1497 als Sandschak-Bey von Akkerman (heute Ukraine). Auf letzterem Posten war er maßgeblich daran beteiligt, eine polnische Militäraktion in der Moldau während des polnisch-osmanischen Krieges (1485–1503) zu stoppen und gewann sein Ansehen beim Sultan zurück, als er dem Herrscher mehrere polnische Adlige als Gefangene und 29 polnische Standarten schickte.:1025
Nach seinem Sieg unternahm Mesih 1499 eine Pilgerreise nach Mekka. Das scheint Berichte des griechischen Historikers Spandounes zu bestätigen, die Mesih als religiös beschreiben und seinen Hass auf die Christen erwähnen.:122 Wie der Historiker Halil İnalcık vermutete, gab ihm die Pilgerreise außerdem eine hervorragende Ausrede für eine Stippvisite in Konstantinopel und die Möglichkeit, auf eine Rückkehr hinzuarbeiten.:1025 Tatsächlich waren aufgrund des Ausbruchs des zweiten Osmanisch-venezianischen Krieges (1499–1503) Mesihs Wissen über die Venezianer und seine militärischen Kenntnisse über Seekriege ausschlaggebend für seine Wiedereinsetzung als zweiter Wesir nach seiner Rückkehr aus Mekka.:1025
Im Frühling 1501 wurde Mesih zum Großwesir ernannt und verließ Konstantinopel, um eine Rebellion des Warsak-Stammes im anatolischen Fürstentum Karaman niederzuschlagen, der den Thronprätendenten Mustafa unterstützte.:1026 Wieder gelang es Mesih aufgrund seiner diplomatischen Fähigkeiten, die Warsaks zur Aufgabe ihrer Unterstützung zu bewegen. Während seiner Rückkehr nach Konstantinopel nahmen die franko-venezianischen Streitkräfte das bedeutende Handelszentrum Mytilini auf Lesbos ein, was Sultan Bayezid II. so wütend machte, dass er Mesih mit seinem Bogen schlug. Kurz danach wurde Mesih bei dem Versuch schwer verletzt, ein Feuer in Galata zu löschen. Er starb fünf Tage später an seinen Verwundungen im November 1501.:1026
Mesih wurde in einer Moschee beerdigt, die sein Bruder im Stadtviertel Aksaray im Stadtbezirk Fatih errichtet hatte. Mesih hatte die in Bau befindliche Moschee fertiggestellt, nachdem sein Bruder Has Murad in einer Schlacht gestorben war.:62, Fußnote 190, 415 f. Mesih hatte um 1478 auch eine Moschee in Gallipoli errichten lassen.:1026
Mesih hatte drei Söhne: Ali Bey, Mahmud Çelebi und Bâlî Bey, der 1503 als Sandschak-Bey von Vučitrn tätig war.:1026